# Pedro Reinel

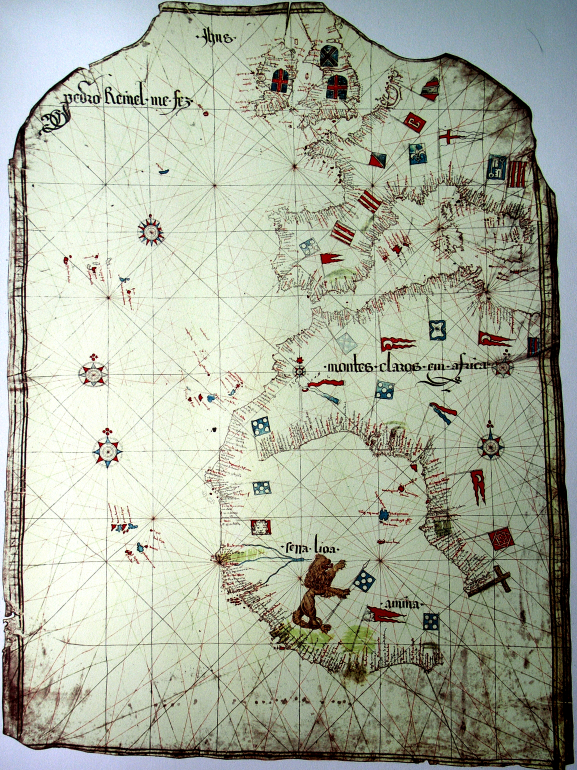
Zeekaart van Pedro Reinel uit 1485 (Archives départementales de la Gironde, Bordeaux).

Pedro Reinel (? - ca. 1542) was een 16de-eeuwse Portugese cartograaf, die de oudst bekende ondertekende Portugese zeekaart (ca. 1485) ontwierp. Deze portolaanse kaart toont het westen van Europa en een deel van het noordwesten van Afrika, waarbij de ontdekkingen reeds vermeld zijn die werden gedaan door Diogo Cão op zijn reis van 1482 tot 1485.
Hij werkte samen met zijn zoon Jorge Reinel (ca. 1502 - ca. 1572) en cartograaf Lopo Homem aan de bekende Atlas Miller uit 1519. Zijn Atlantische kaart uit ca. 1504 vormt een van de eerste zeekaarten waarin een breedtegraadschaal is opgenomen en de eerste die een windroos toont met een duidelijk getekende fleur-de-lys.

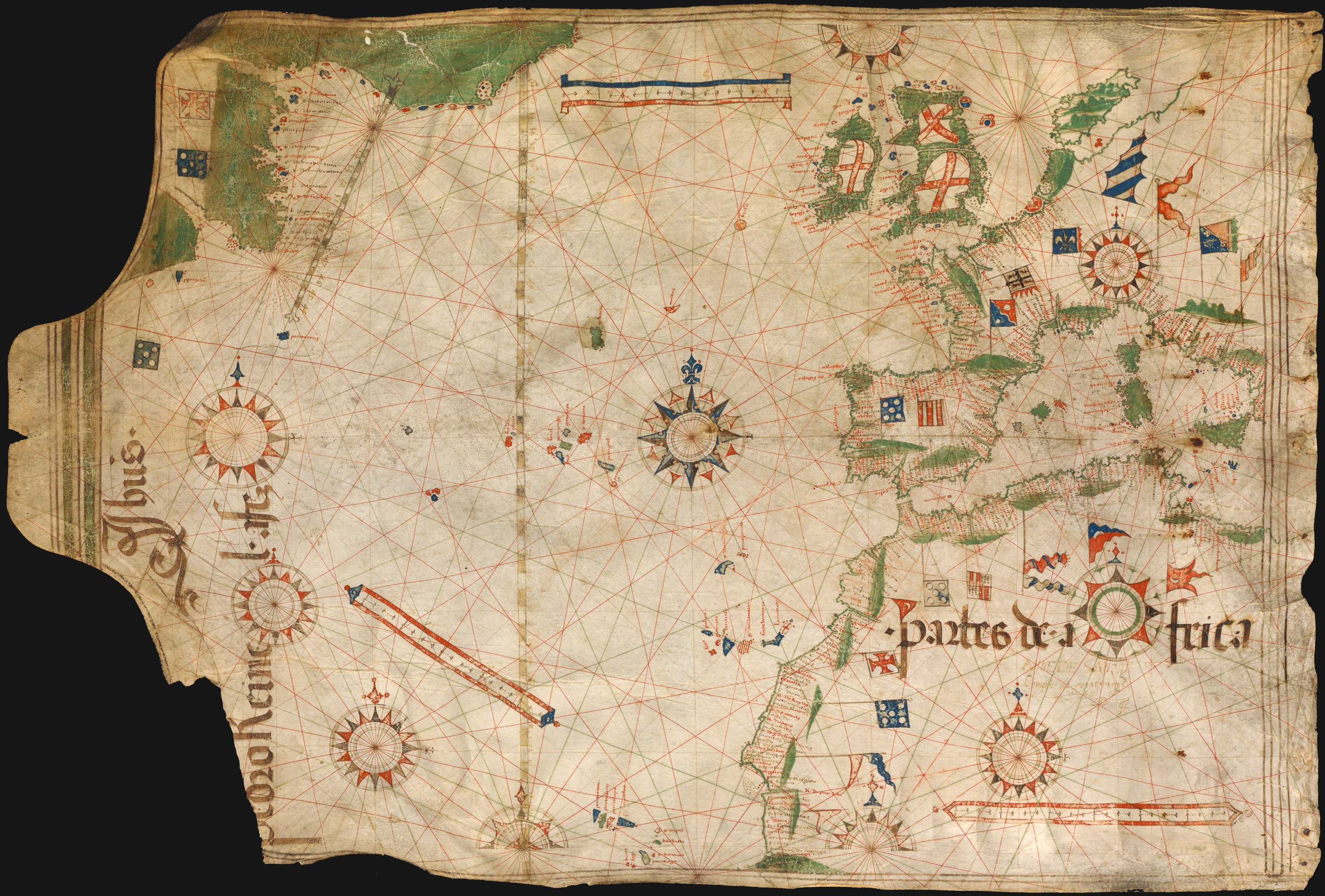
Zeekaart uit 1504 (Bayerische Staatsbibliothek, München)
Windroos met fleur-de-lys uit de Atlantische zeekaart van 1504

- Stuttgart Database of Scientific Illustrators 1450–1950: 8941
- Gemeinsame Normdatei: 119396459
- International Standard Name Identifier: 0000 0003 9893 1374
- Library of Congress Control Number: n96095110
- Système universitaire de documentation: 195013352
- Virtual International Authority File: 74662264
- WorldCat: E39PBJwMybbGJr4YVBW7h9CvpP